# Katarzyna Świeżak
Katarzyna Świeżak (ur. 10 czerwca 1999) – polska koszykarka występująca na pozycji środkowej, obecnie zawodniczka MKS-u Pruszków.

## Osiągnięcia
Stan na 4 maja 2024, na podstawie, o ile nie zaznaczono inaczej.

### Drużynowe
5x5
- Mistrzyni I ligi (2022 – awans do EBLK)[2]

#### 3x3
Seniorskie
- Uczestniczka rozgrywek Lotto 3x3 Ligi Kobiet (2024 – 6. miejsce)[3][4]

Młodzieżowe
- Mistrzyni Mazowsza 3x3 U–23 (2020, 2021)
- Uczestniczka młodzieżowych mistrzostw Polski 3x3 U–23 (2020)[5]